# Ausoniusstraße (Trier)
Die  Ausoniusstraße ist eine nach dem römischen Autor Ausonius benannte Straße in Trier am Rande der Innenstadt. Sie verbindet das Martinsufer mit der Friedrich-Ebert-Allee.
Sie ist Einbahnstraße und wird im Gegensatz zur Lindenstraße nur stadteinwärts befahren. Dabei wird stadteinwärts vom Martinsufer aus ein Bogen über Ausoniusstraße und Friedrich-Ebert-Allee zur Nordallee befahren und stadtauswärts die Lindenstraße, welche die Nordallee mit dem Georg-Schmitt-Platz am Moselufer verbindet.
In der Straße befinden sich mehrere Kulturdenkmäler, unter anderem die Orangerie der ehemaligen Deutschordenskommende sowie die Südfassade des Martinsklosters. An der Straße steht außerdem die sogenannte Toni-Chorus-Halle, die im Jahr 2016 aufwendig saniert wurde.